# King (Carolina del Nord)
King è una città degli Stati Uniti d'America situata nella Carolina del Nord, divisa tra la Contea di Stokes e la Contea di Forsyth.